# 에인헤랴르

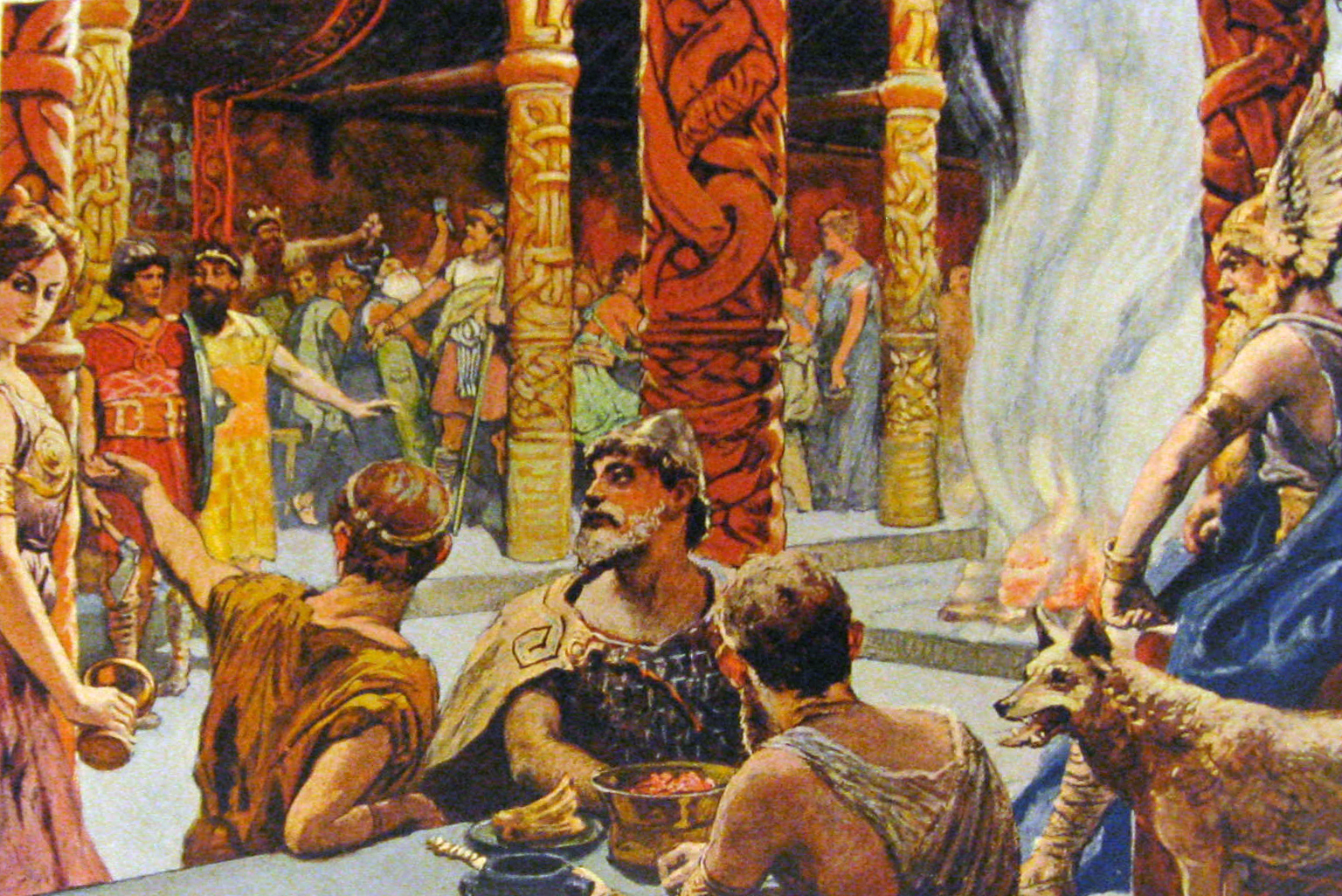
"Walhalla" (1905년) 에밀 되플러 作.

에인헤랴르(고대 노르드어: einherjar→하나의 전사들, 또는 한때의 전사들) 노르드 신화에서 전쟁터에서 죽어 발키리에게 발할라로 인도된 이들을 말한다. 발홀에서 에인헤랴르들은 매일 되살아나는 짐승 세흐림니르를 잡아먹고 염소 헤이드룬의 젖통에서 짜낸 봉밀주를 발키리들에게 술시중 받는다. 에인헤랴르는 라그나로크를 대비해 훈련하고 있으며, 운명의 날이 오면 비그리드 들판으로 나아가 마족들과 건곤일척 승부를 벌이게 된다. "하나"를 의미하는 "에인"이란 곧 이 한 번의 싸움을 위한 것이라는 의미이다.
에인헤랴르가 언급되는 문헌은 13세기 이전 서사시들을 모은 《고 에다》와 13세기에 스노리 스투를루손이 쓴 《신 에다》, 10세기 스칼드 시인 에위빈드 스칼다스필리르가 쓴 시 〈하콘이 말하기를〉, 그리고 《신선한 양피지》에 수록된, 10세기에 익명의 시인 에이리크 블로됙스를 추모하는 목적으로 쓴 〈에이리크가 말하기를〉이 있다.
신화학자들은 에인헤랴르와 하리족(기원후 1세기 타키투스가 기록한 게르만 부족 중 하나), 끝없는 전쟁 햐드닝가비그, 빌데야크트 사이의 어원적 관계에 대한 학설을 세운 바 있다. 에인헤랴르는 여러 예술 및 문학작품의 소재가 되었다. 그들은 오딘의 소유인 발홀에 살며, 아스가르드인들에게 훈련을 받는다. 또 발퀴류르에게만 보이는 황금색 아우라가 있다고도 한다.

## 문헌상 출전

### 고 에다

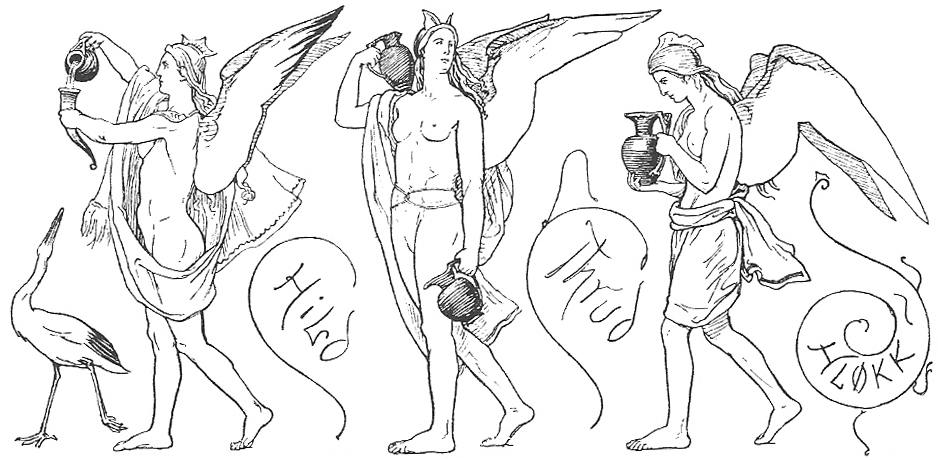
로렌츠 프뢸리히의 그림.

〈바프스루드니르가 말하기를〉에서 오딘이 지혜로운 요툰 바프스루드니르와 지혜 대결을 펼친다. "가근라드"라는 가명을 자칭하고 오딘은 바프스루드니르에게 “사나이들이 매일 싸우는 궁정이 어디냐”고 묻는다. 바프스루드니르는 이렇게 대답한다.

모든 에인헤랴르가 오딘의 궁전에서 싸운다

매일같이

그들은 전쟁터에서 선택되어 죽고 달려와서

평화롭게 함께 둘러앉는다.

〈그림니르가 말하기를에서 "그림니르"라는 가명을 자칭한 오딘이 어린 아그나르에게 안드흐림니르라는 요리사가 “돼지고기 중 제일”인 세흐림니르를 엘드흐림니르라는 솥에 넣고 끓인다고 말한다. 그러면서도 “에인헤랴르가 뭘 먹고 사는지 아는 이는 거의 없다.” 〈그림니르가 말하기를〉 뒷부분에서 오딘은 발퀴류르 몇 명의 목록을 읊고(스케그굘드, 그코굴, 힐드, 스루드, 흘로크, 헤르표투르, 골, 게이라호드, 란드그리드, 라드그리드, 레기늘레이프), 그들이 에인헤랴르에게 맥주를 접대한다고 말한다. 서사시 막바지에 에인헤랴르에 관한 언급이 또 한번 이루어진다. 오딘이 게이로드 왕(오딘을 알아보지 못하고 그를 고문하고 있었다)에게 게이로드는 술취했으며, 그 자신의 호의와 “모든 에인헤랴르”의 호의를 잃게 될 것이라고 말한다.
〈훈딩을 죽인 자 헬기의 첫 번째 서사시〉에서 영웅 신표틀리가 구드문드와 말다툼을 벌인다. 신표틀리는 구드문드가 한때 여성이었으며, “오딘의 발퀴류르 중 가장 끔찍하고 비정상적인 마녀”였다고 한다. 그리고 모든 에인헤랴르가 “너라는 고집불통의 여인네를 차지하기 위해서 싸워야 했다”고 비난한다.

### 신 에다
〈귈피의 속임수〉 제20장에 에인헤랴르가 소개된다. 세 번째 분이 강글레리(변장한 귈피 왕)에게 오딘은 발포드(고대 노르드어: Valfǫðr→살해당한 자의 아버지)라는 별명을 갖고 있는데, “이유인즉 전장에서 쓰러진 모든 이들은 그의 아들로 받아들여지기 때문”이다. 제35장에서 높으신 분은 〈그림니르가 말하기를〉의 발키리아 목록을 인용하면서 이들 발키류르가 발홀에서 기다리며 술을 대접하고 상과 식기의 뒷처리를 한다고 말한다. 또 높으신 분은 오딘이 발키리아를 모든 전쟁터에 보내 죽을 자를 골라오고 승리를 다스린다고 덧붙인다.

## 같이 보기
- 폴크방